# Pericoma pseudoexquisita
Pericoma pseudoexquisita és una espècie d'insecte dípter pertanyent a la família dels psicòdids que es troba a Europa: l'Estat espanyol, les illes Britàniques, França, Alemanya, les illes Fèroe, Suïssa, Itàlia, Àustria, Txèquia, Hongria, Bulgària i Grècia.